# Jorge Rafael Videla
Jorge Rafael Videla Redondo (Mercedes, Província de Buenos Aires, 2 d'agost de 1925 – Marcos Paz, 17 de maig de 2013) fou un militar i president de facto de l'Argentina durant l'última dictadura militar, l'autoanomenat Procés de Reorganització Nacional.
Va ser director de l'escola militar. Va ascendir al grau de General el 1973 i comandant en cap de l'exèrcit el 1975. Va participar en el cop d'Estat que va derrocar el govern de María Estela Martínez de Perón el 24 de març de 1976, instaurant una dictadura militar que va acabar amb la desaparició de prop de 30.000 persones segons les organitzacions de Drets Humans i alguns documents estatunidencs desclassificats, la majoria d'elles durant el seu mandat.
Després de la dictadura, va ser jutjat al Judici a les Juntes, que es va encarregar de jutjar i condemnar els màxims responsables del Proceso. Va ser condemnat a reclusió perpètua per detencions il·legals, tortures i assassinats de centenars de persones.
Per la seva participació en l'Operació Còndor també va haver de fer front a processaments judicials.

## El cop
El llavors Tinent General Videla va ser nomenat Comandant en Cap de l'exèrcit per la president María Estela Martínez de Perón (que rebia el motiu d'Isabel o Isabelita), el 1974. Videla va encapçalar el cop d'Estat del 24 de març de 1976 que va substituir Martínez de Perón per una junta militar, formada per ell mateix, en representació de l'exèrcit, l'almirall Emilio Eduardo Massera per l'armada i el brigadier general Orlando Ramón Agosti per la forces aèries, donant inici a l'autodenominat Procés de Reorganització Nacional. Molts dels membres de les baixes esferes militars argentines van rebre entrenament a la famosa Escola de les Amèriques (actualment denominada Institut de Cooperació per a la Seguretat Hemisfèrica), situada a Panamà fins al 1984, finançada i dirigida pels Estats Units. El cop militar va formar part d'un pla major de cops militars a tota Amèrica Llatina en el qual es trobava involucrada l'Agència Central d'Intel·ligència dels Estats Units.
El 29 de març va assumir la Presidència de la Nació, que ocuparia fins a ser reemplaçat per Roberto Eduardo Viola el 1981, al complir el període presidencial de cinc anys establert per la Junta Militar.

## Els drets humans
Les violacions als drets humans durant la dictadura van ser sistemàtiques. El pla de repressió a l'oposició política i ideològica, en molts casos armada (com Montoneros i l'ERP), combatuda amb subversió va ser un dels elements claus en la imposició i desenvolupament del procés. En el curs d'aquest, la supressió del dret a la defensa, els empresonaments il·legals, les tortures i els assassinats d'opositors van ser freqüents, sobretot en els nuclis urbans de major presència estudiantil i obrera.
El 6 de setembre de 1979 va arribar a l'Argentina una delegació de la Comissió Interamericana de Drets Humans (CIDH). Durant dues setmanes s'entrevisten amb personalitats de la política, la cultura nacional i membres del govern. Paral·lelament, van rebre nombroses denúncies per violacions als drets humans realitzades per les famílies dels desapareguts que van esperar durant hores (i dies) a la porta de l'entitat. Patricia Derian, secretària de Drets Humans del govern de James Carter, va ser el gran mòbil de la comissió. Mentre la Comissió s'entrevista amb familiars de desapareguts, alguns mitjans de comunicació publiquen cartes i editorials reafirmant que Argentina era un país en pau. Pressionada per la visita de la Comissió Interamericana de Drets Humans, la Junta Militar es va apressar per donar a conèixer un nou règim legal sobre els desapareguts.
L'Informe de la CIDH assenyalava, entre moltes altres consideracions, “que per acció o omissió de les autoritats públiques i els seus agents, a l'Argentina es van cometre durant el període 1975/1979 nombroses i greus violacions de drets humans fonamentals”. La Comissió considerava que aquestes violacions van afectar “el dret a la vida, en raó que persones pertanyents o vinculades a organismes de seguretat del Govern van donar mort a nombrosos homes i dones després de la seva detenció. El dret a la llibertat personal, a l'haver-se detingut i posat a la disposició del Poder Executiu Nacional a nombroses persones en forma indiscriminada. El dret a la seguretat i integritat personal mitjançant l'ocupació sistemàtica de tortures i altres tractes inhumans. El dret de justícia, per raó de les limitacions que troba el Poder Judicial per a l'exercici de les seves funcions, de la falta de garanties en els processos davant els tribunals militars i de la ineficàcia del recurs d'Habeas Corpus”.
Ja el 1977, Videla havia declarat:
| «                                                                                               | En tota guerra hi ha persones que sobreviuen, unes altres que queden incapacitades, unes altres que moren i unes altres que desapareixen. L'Argentina està finalitzant aquesta guerra i, per tant, ha d'estar preparada per a afrontar les seves conseqüències. La desaparició d'algunes persones és una conseqüència no desitjada d'aquesta guerra. | » |
| — Tinent general Jorge Rafael Videla a un grup de periodistes japonesos. 12 de desembre de 1977 | |   |

Durant el govern de Raúl Ricardo Alfonsín es va instituir la Comissió Nacional per la Desaparició de Persones (CONADEP) per a investigar i documentar el succeït. Sobre la base de les troballes d'aquesta, Videla i altres membres del govern militar van ser condemnats per la justícia.

## La seva relació amb la Justícia
Com a resultat de les tensions entre les tres forces armades pel repartiment del poder, Videla va ser apartat del seu càrrec. El va reemplaçar en la presidència el Cap de l'Estat Major de l'Exèrcit, Roberto Viola.
Dos anys després de restablir-se el règim democràtic a l'Argentina el 1983, va ser jutjat i declarat culpable per l'assassinat i la desaparició de milers de ciutadans durant la seva gestió presidencial. Va ser sentenciat a reclusió perpètua, inhabilitació absoluta perpètua i destitució del grau militar el 1985. La Càmera Federal en el Criminal i Correccional el va trobar penalment responsable de nombrosos homicidis qualificats, 504 privacions il·legals de la llibertat qualificada, aplicacions de turments, robatoris agreujats, falsedats ideològiques de document públic, usurpacions, reduccions a servitud, extorsió, segrests extorsius, supressió de document, subtraccions de menors, i turments seguits de mort. La fallada va ser confirmada per la Cort Suprema de Justícia de la Nació el 1986.
Videla va complir només cinc anys de presó efectiva. El 1990, el llavors president Carlos Saúl Menem va fer ús de la facultat presidencial d'indult per a dictar la seva excarceració, juntament amb la d'altres membres de juntes militars i caps de la policia de la província de Buenos Aires i del dirigent muntaner Mario Eduardo Firmenich, pels decrets 2741/90 i 2742/90. Menem va argumentar la necessitat de "superar els conflictes passats" per a justificar la seva actitud.
El 1998 va tornar a presó, encara que d'una forma breu, després que un jutge dictaminés que les causes per sostracció de menors durant la guerra bruta constituïen un crim de lesa de la humanitat i, per tant, imprescriptible. Va passar 38 dies a la presó de Propietaris fins que se li va concedir el dret a l'arrest domiciliari en atenció a la seva edat. La causa es troba encara oberta.
La seva extradició a Alemanya fou sol·licitada des del 2003 pel tribunal territorial de Nuremberg, per la seva responsabilitat en l'homicidi de la ciutadana alemanya Elisabeth Kaesemann, assassinada a l'Argentina al maig de 1977.